# Макмёртри, Чарльз
Чарльз Герберт «Джефф» Макмёртри (англ. Charles Herbert "Jeff" McMurtrie; 1 мая 1878, Ориндж — 9 августа 1951, Сидней) — австралийский регбист, чемпион летних Олимпийских игр 1908 года.

## Биография
Уроженец Ориджа, по роду профессии Чарльз Макмёртри был золотоискателем. Он играл за регбийную команду прииска Калгурли против команд Перт и Фремантл в 1898 году, спустя несколько лет вернулся в Ориндж и стал работать водителем грузовика. Некоторое время играл за команду Нового Южного Уэльса в турнирах Западно-Центрального регбийного союза, а также за команду штата.
Макмёртри участвовал в турне австралийской сборной по Великобритании. Дебютом для него стал матч против валлийского клуба «Пениграйг»: Макмёртри сыграл в паре с Патриком Маккью, на позиции восьмого играл Сид Миддлтон. В матчах против команд Нита и Аберавона Макмёртри не выступал, вернувшись в основной состав в связи с травмой капитана сборной Падди Морана (перелом левого плеча со смещением в игре против Лондона).
Чарльз выступал на летних Олимпийских играх в Лондоне в составе команды Австралазии: команда, которой фактически была сборная Австралии, победила команду Великобритании (клуб «Корнуолл») со счётом 32:3, причём игра также прошла в рамках этого турне. Он сыграл ещё пять матчей, прежде чем сломал палец в очередной игре против Лондона. Его возвращение состоялось в игре против объединённой сборной Мидлендса и Ист-Мидлендса, в которой не участвовал дисквалифицированный Сид Миддлтон (победа английской команды 16:5 благодаря Эдгару Моббсу и Кенни Вудсу). В Уэльсе он сыграл только против команды Гламорганской лиги, а затем матч против Плимута. Позже он участвовал в матчах в США против Стэнфордского университета и против команды Калифорнии, сыграв последний матч против Виктории в Канаде.
После Олимпиады он стал играть профессионально в регбилиг, тайно заключив контракт с клубом «Балмейн», но перед этим сыграл за сборную Нового Южного Уэльса против Квинсленда (победа Нового Южного Уэльса 37:0). В 1911—1912 годах он в составе сборной по регбилиг участвовал в турне по Великобритании, сыграв 7 матчей и занеся 3 попытки (в реестре игроков сборной Австралии в регбилиг под номером 81). В 1911 году Макмёртри, а также Питер Бёрдж и Боб Стюарт дебютировал в сборной, однако не сыграл ни одного тест-матча. В 1912 году участвовал в турне по Новой Зеландии.
После карьеры игрока занимался бизнесом в сфере золотодобычи.

## Стиль игры
Выступал на позиции лока или восьмого, имел параметры 181 см и 88 кг (в турне по Великобритании 1908—1909 годов он был вторым по массе после Патрика Маккью). Использовал свой вес в схватках и раках для получения игрового преимущества, был полезен в розыгрышах коридоров.